# Lucio Zappacosta
Lucio Zappacosta (Chieti, 2 marzo 1951) è un politico italiano.
Laureato in Scienze geologiche, svolge l'attività di geologo.

## La carriera politica
Nel 2001 è eletto al Senato della Repubblica nel collegio di Chieti per Alleanza Nazionale. È membro della 13ª Commissione permanente (Territorio, ambiente, beni ambientali), della Commissione consultiva attuazione riforma amministrativa e della Commissione di inchiesta sul ciclo dei rifiuti.
Nel settembre del 2007 aderisce al movimento politico La Destra, guidato da Francesco Storace e Teodoro Buontempo. Nel marzo 2009 Lucio Zappacosta, aderisce al movimento politico Forza Nuova. Nel 2014 è delegato al congresso fondativo di Fratelli d'Italia - Alleanza Nazionale.